# Zambia in tekening
Zambia in tekening was een tentoonstelling in het Nederlandse Tropenmuseum van 30 mei tot 31 augustus 1974.
Getoond werden 55 tekeningen van langdurig zieke Zambianen - voornamelijk tuberculose-, polio- en astmapatiënten -  die gemaakt waren als arbeidstherapie. Onder leiding van de Engelse kunstenaar Ernest Knight werd in het kader van de vrije expressietherapie getekend en geboetseerd met opmerkelijke resultaten. Een selectie van de tekeningen werd daarna door het Commonwealth Institute in Londen gedocumenteerd en tot een expositie samengesteld. De tekeningen kwamen daarna in het bezit van het Livingstone Museum in Livingstone, Zambia, dat ze uitleende op aanvraag. De reizende expositie was behalve in Londen ook te zien geweest op verscheidene plaatsen in Canada.
De patiënten die de tekeningen maakten kwamen voor het merendeel van het platteland, behoorden tot verschillende bevolkingsgroepen met een uiteenlopende culturele achtergrond en hadden weinig onderwijs genoten. Met kunst of tekenen waren de meesten nog nooit in aanraking geweest. Desondanks ontstond een reeks tekeningen die een beeldende en kleurrijke documentatie gaf van de denk- en leefomgeving van de betrokken personen. Ten behoeve van de expositie werden de naïef-figuratieve tekeningen gerangschikt naar onderwerp: dorpsleven, landbouw en visvangst, volksverhalen en christelijke religie, landschap en dierenleven, en de stedelijke omgeving. Opvallend was, aldus de auteur van het boekje dat bij de expositie werd uitgegeven, dat onderwerpen waar men in het gesprek nogal terughoudend over was zoals magie, oude verhalen en het werk en optreden van de traditionele medicijnman, moeiteloos werden toevertrouwd aan het papier. De tekeningen toonden onder meer een Tonga-dorp, een zwerm sprinkhanen die de bomen kaalvreet, de aanbieding van een bruidsschat, de bestraffing van een dief, de roep om regen, tovenaars en hun attributen, maar ook Bijbelse taferelen, zoals de verzoeking in de woestijn, Christus op weg naar Jeruzalem en de wonderbare visvangst.

## Publicatie
- D. Jaeger, Zambia in tekening. Amsterdam: Koninklijk Instituut voor de Tropen, 1974